# Vincetoxicum pedunculatum
Vincetoxicum pedunculatum är en oleanderväxtart som beskrevs av Carl Ernst Otto Kuntze. Vincetoxicum pedunculatum ingår i släktet tulkörter, och familjen oleanderväxter. Inga underarter finns listade i Catalogue of Life.